# Unterrain, Trg
Unterrain je naselje v Občini Trg v Okraju Trg na Koroškem v Avstriji.